# Sojuz T-5
Sojuz T-5 byla sovětská kosmická loď řady Sojuz, která v roce 1982 letěla k orbitální stanici Saljut 7. Na palubě lodi ke stanici přiletěli členové první základní posádky stanice Anatolij Berezovoj a Valentin Lebeděv.
Sojuz T-5 byl k Saljutu 7 připojen od května 1982. V srpnu téhož roku kosmická loď přistála v Kazachstánu s kosmonauty Popovem, Serebrovem a Savickou.

## Posádka

### Pouze start
- Anatolij Berezovoj (1), velitel, CPK
- Valentin Lebeděv (2), palubní inženýr, RKK Eněrgija

### Pouze přistání
- Leonid Popov (3), velitel, CPK
- Alexandr Serebrov (1), palubní inženýr, RKK Eněrgija
- Světlana Savická (1), palubní inženýr, MMZ Skorosť

V závorkách je uveden dosavadní počet letů do vesmíru včetně této mise.

### Záložní posádka
- Vladimir Titov, velitel
- Gennadij Strekalov, palubní inženýr

## Průběh letu
Start lodi proběhl 13. května 1982 v 09:58:05 UTC z kosmodromu Bajkonur v Kazašské SSR. Sojuz T-5 se dostal na oběžnou dráhu a po několika úpravách dráhy se v 11:36 UTC spojil s předním spojovacím uzlem Saljutu 7. Po kontrole hermetičnosti spojení posádka přestoupila do stanice.
Kosmonauti strávili na palubě orbitální stanice více než půl roku, kosmická loď Sojuz T-5 se však na Zemi vrátila dříve, protože lodi končila aktivní životnost. V srpnu 1982 přistál u zadního portu stanice Sojuz T-7 a po týdnu společné práce na stanici se členové návštěvní posádky Popov, Serebrov a Savická v Sojuzu T-5 vrátili na Zemi. Přistání proběhlo 70 km severovýchodně od města Arkalyk v Kazachstánu 27. srpna 1982.